# Albert W. Hull
Pour les articles homonymes, voir Hull.
Albert W. Hull, né le 19 avril 1880 à Southington, (Connecticut) et mort le 22 janvier 1966, est un physicien en électronique américain. Il étudia les tubes à vide au laboratoire de recherche de la General Electric (GERL) et il est surtout connu pour le développement du magnétron. Hull a également été consultant privé, membre du comité de consultation sur la recherche balistique de l'armée américaine (Army Ballistics Research Laboratories) et membre de l'Académie nationale des sciences des États-Unis après sa retraite du GERL. En 1942, il a été président de l'American Physical Society.

## Éducation
Albert Wallace Hull est né sur une ferme de Southington, Connecticut, aux États-Unis. Il était le fils de Francis et Lewis Hull, le deuxième enfant de dix dont neuf frères et une sœur aînée. Malgré la pauvreté de sa famille, lui et ses frères purent aller à l'université, deux de ses frères se distinguant en chimie et en médecine. Il fit un baccalauréat en grec à l'université Yale.
Après avoir été enseignant de langues à l'Albany Academy, un cours pris en physique durant son baccalauréat l'incita à revenir à Yale pour faire son doctorat dans cette discipline. Il enseigna cinq ans au Worcester Polytechnic Institute tout en faisant une recherche sur la photoélectricité.

## Carrière
En 1914, Hull s'est joint au laboratoire de recherche de la General Electric (GERL) à Schenectady, New York où il travailla jusqu'à sa retraite en 1949. Pour ses succès, Hull sera promu directeur adjoint du GERL en 1928.
En 1916, il débuta une étude sur l'utilisation d'un contrôle magnétique du flux d'électron dans les tubes à vide pour remplacer le contrôle électrostatique par grille. Ce travail avait pour but initial de développer des amplificateurs et oscilloscopes sans avoir à utiliser le brevet des triodes de Lee de Forest et Edwin Armstrong.

### Dynatron
En 1918, il développa le dynatron, une tube à vide à trois électrodes : une cathode thermoïonique, une anode perforée et une anode supplémentaire, ou plaque. L'émission d'électrons secondaires par la plaque permet au dynatron d'être une résistance négative ce qui permet au tube de produire une oscillation sur une large gamme de fréquence ou d'être utilisé comme amplificateur. Avec une grille de contrôle supplémentaire, le dynatron devient un pliodynatron.

### Magnétron
Ces premières recherches amenèrent Hull à développer le premier magnétron à partir de 1920. Il publia ses résultats en 1921,. Son appareil avait une anode cylindrique coaxiale à une cathode, le tout plongé dans un champ magnétique axial produit par une bobine externe. Il testa son magnétron comme amplificateur dans un récepteur radio et comme un oscillateur de basse fréquence. En 1925, un de ses magnétrons développé à GERL avait une puissance de 15 kW et une fréquence de 20 kHz. Hull pensait que sa découverte servirait comme convertisseur de puissance mais l'avenir démontra qu'il serait surtout utilisé en télécommunications et dans les radars.

### Tube à gaz
Durant les années 1920, Hull a également contribué au développement du tube à gaz au GERL. Il trouva comment protéger les cathodes thermoïoniques des pertes de masse dû au bombardement ionique. Cela permit la création des tubes à cathodes chaudes comme le thyratron et le phanotron (triodes et diodes à gaz respectivement).

### Rayon X
Hull s'intéressa également à la diffractométrie de rayons X. Il publia un premier article sur le sujet en 1919,. Il s'agit là d'une application des tubes à vide.

## Récompenses
- En 1924, il a reçu la médaille Howard N. Potts du Franklin Institute ;
- En 1930, il reçoit le Morris N. Liebmann Memorial Award de l'Institute of Electrical and Electronics Engineers ;
- En 1958, il reçoit la médaille d'honneur de l'Institute of Radio Engineers, maintenant l'Institute of Electrical and Electronics Engineers, pour son travail exceptionnel et ses inventions dans le domaine des tubes à vide.

### Sources
- (en) Cet article est partiellement ou en totalité issu de l’article de Wikipédia en anglais intitulé « Albert Hull » (voir la liste des auteurs).
- Lesly Doig, « Albert Hull », IEEE history center, 15 septembre 2008 (consulté le 16 avril 2011)